# طارق حامد
طارق حامد (من مواليد 24 أكتوبر 1988 بمحافظة الدقهلية) هو لاعب كرة قدم مصري دولي في مركز وسط الميدان الدفاعي يلعب في صفوف نادي ضمك السعودي.

## مسيرته الكروية
بدأ مسيرته الكروية مع نادي طلائع الجيش، وفي موسم 2011/2012 تم تصعيده إلى الفريق الأول بنادي سموحة السكندري ثم انضم اللاعب لنادي الزمالك في موسم 2014/2015 .

### الزمالك

#### موسم 2016-17
في 10 فبراير 2017، بعد تتويج نادي الزمالك ببطولة كأس السوبر المحلي للمرة الثالثة في تاريخه بعد تغلبه على الأهلي 4-1 بضربات الجزاء الترجيحية بعد انتهاء الوقت الأصلي بالتعادل السلبي قال طارق حامد:
| طارق حامد | كنت واثقاً تمام الثقة في كسب البطولة على حساب الأهلى، وجميع اللاعبين كانوا في حالة تركيز كبيرة قبل المباراة. | طارق حامد |

#### موسم 2018-19
في 21 يوليه 2019، سجل طارق حامد هدفاً في المباراة التي جمعت الزمالك مع الجونة ضمن منافسات الجولة الثالثة والثلاثين من الدوري المصري الممتاز.

#### موسم 2019-20
في 20 فبراير 2020، سجل طارق حامد ركلة الجزاء الثالثة خلال المبارة التي إنتهت بفوز الزمالك 4-3 بركلات الترجيح علي الأهلي في نهائي كأس السوبر المصري 2019-20.

#### موسم 2020-21
في 24 مايو 2021، أشهر محمود البنا، حكم المباراة الزمالك والمصري بطاقة صفراء في وجه طارق حامد بعد تدخل على جريندو لاعب المصري، وعاد البنا لتقنية حكم الفيديو المساعد، ليقوم بإلغاء البطاقة الصفراء، ويشهر البطاقة الحمراء مباشرة في وجه طارق حامد في الدقيقة 67.
في 6 مايو 2021، سجل طارق حامد الهدف الثاني لفريقه في شباك سموحة، في المباراة التي أقيمت على استاد القاهرة، ضمن منافسات الجولة العشرون من الدوري المصري الممتاز.

## إسلوبه في اللعب
يلعب طارق حامد دوراً رئيسياً في وسط الملعب الدفاعي، لجديته وروحه القتالية وشخصيتة القوية ودوره القيادي في الملعب والذي يحظى بإشادة ودعم الجماهير بسبب مواقفه الرجولية وأدائه المميز. يمتاز طارق حامد بدقة التمريرات القصيرة والطولية كما ينجح في استخلاص الكرة بصورة صحيحة بنسب عالية. طارق حامد بجانب قدراته البدنية الهائلة، وقدرته على إفتكاك الكرة من الخصوم دوما، وإفساد الهجمات، قادر أيضاً على إجادة بعض المهام الأخرى في وسط الملعب مثل تدوير الكرة في وسط الملعب، وإرسال كرات طولية للمهاجمين تسفر عن هجمات خطرة وفرص تهديفية محققة، بالإضافة إلى قدرته على التسديد بعيد المدى.
قال عنه جوسفالدو فيريرا، مدرب الزمالك الأسبق:
| طارق حامد                      | يتمتع باحترافية كبيرة وسعيد لما يحققه مع الزمالك ومنتخب مصر | طارق حامد |
| — جوسفالدو فيريرا عن طارق حامد |                                                             |           |

## الاحصائيات الدولية
آخر تحديث مباراة لعبها 25 يونيو 2018.
| مصر      | مصر       | مصر     |
| عام      | المشاركات | الاهداف |
| -------- | --------- | ------- |
| 2013     | 1         | 0       |
| 2014     | 1         | 0       |
| 2015     | 2         | 0       |
| 2016     | 4         | 0       |
| 2017     | 12        | 0       |
| 2018     | 11        | 0       |
| 2019     | 7         | 0       |
| الاجمالى | 32        | 0       |

## الإنجازات

### مع المنتخب
شارك مع منتخب مصر في نهائيات كأس العالم 2018 في روسيا.

### معالاتحاد السعودي
- دوري المحترفين السعودي (1): 2022–23
- كأس السوبر السعودي (1): 2022

### معالزمالك
- الدوري المصري الممتاز (3): 14-2015، 2020–21، 2021–22
- كأس مصر (5): 2015، 2016، 2018، 2019، 2021
- كأس السوبر المصري (2): 2017، 2020
- كأس الكونفيدرالية الأفريقية (1): 18-2019
- كأس السوبر الأفريقي (1): 2020

## روابط خارجية
طارق حامد على موقع الاتحاد الأوربي (الإنجليزية)
- طارق حامد على موقع إي إس بي إن إف سي (الإنجليزية)
- طارق حامد على موقع قاعدة بيانات كرة القدم.إي يو (الإنجليزية)
- طارق حامد على موقع ناشيونال فوتبول تيمز (الإنجليزية)
- طارق حامد على موقع Soccerbase.com (لاعب) (الإنجليزية)
- طارق حامد على موقع Soccerway.com (الإنجليزية)
- طارق حامد على موقع عالم كرة القدم.نت (الإنجليزية)